# Довбище
До́вбище — пасажирський залізничний зупинний пункт Козятинської дирекції Південно-Західної залізниці розташований на двоколійній електрифікованій змінним струмом лінії Шепетівка — Бердичів.
Розташований біля села Довбиші Чуднівського району Житомирської області між станціями Разіне (7 км) та Чуднів-Волинський (7 км).
На зупинному пункті зупиняються приміські поїзди.